# Macaranga necopina
Macaranga necopina är en törelväxtart som beskrevs av Timothy Charles Whitmore. Macaranga necopina ingår i släktet Macaranga och familjen törelväxter.
Artens utbredningsområde är Sumatera. Inga underarter finns listade i Catalogue of Life.